# پیتری آمیرانوشویلی
پیتری آمیرانوشویلی (گرجی: პეტრე ვარლამის ძე ამირანაშვილი؛ زادهٔ ۱۶ نوامبر ۱۹۰۷ - درگذشته ۲۶ نوامبر ۱۹۷۶) خواننده باریتون و خواننده اپرا اهل گرجستان است.

## زندگی‌نامه
وی در ۱۶ نوامبر ۱۹۰۷ در فرمانداری کوتائیسی به دنیا آمد و از کنسرواتوار دولتی وانو ماراجیشویلی تفلیس فارغ‌التحصیل گشت. وی همچنین برنده جوایزی همچون هنرمند مردمی ارمنستان شوروی، نشان لنین، نشان پرچم سرخ کار، هنرمند مردمی اتحاد جماهیر شوروی و جایزه استالین شد. وی در ۲۶ نوامبر ۱۹۷۶ در سن ۶۹ سالگی در تفلیس درگذشت و در پانتئون دیدوبه به خاک سپرده شد.